# Червонокам'янське НВО
Червонокам'янське НВО — навчальний заклад, заснований у 1856 році в с. Червона Кам'янка.

## Опис
Перші дані про школу датуються 1856 роком. Коли в селі налічувалося 100 чоловік, відкривався прихід, а при церкві була і школа.
Навчали у церковно-приходській школі читанню, письму, Закону Божому та церковному співу; навчальним процесом керував священик. В кінці ХІХ століття Земства потурбувалися про відкриття не лише початкової освіти, а й була відкрита середня школа. Її організатором був Гаценко Сергій Федорович. Міністерське училище, що згодом з'явилося у селі, надавало професійну освіту теслям, столярам. Вироби учнів отримували неодноразово призи на різних конкурсах, а їх автори нагороджувалися грошовими преміями. В радянські часи на території села діяли дві початкові та дві середні школи.

## Директори
- Широков Михайло Тарасович
- Шивчук Антон Андрійович
- Бугайченко Логвин Лазаревич
- Ясногор Юрій Лукич
- Філоненко Іван Володимирович
- Козинний Іван Пилипович
- Вихров Іван Терентійович
- Кондратенко Іван Кіндратович
- Демеденко Павло Савелійович
- Халявченко Валентина Григорівна
- Антоненко Микола Андрійович
- Гаценко Андрій Сергійович
- Васільев Микола Купріянович
- Овчаренко Антон Панасович
- Прокопенко Станіслав Михайлович
- Зозулінська Галина Іванівна
- Гуленко Іван Михайлович
- Дробот Тетяна Володимирівна
- Голобок Олександр Олександрович

## Відомі вихованці
- Герой Радянського Союзу, генерал авіації Захарченко Михайло Дмитрович.
- Кавалери Ордена Леніна Гаценко С. Ф., Гапон Я. Ю., Плічко П. О.
- Професор, доктор фізико-математичних наук КДПУ ім. Винниченка Плічко Анатолій Миколайович.
- Доктор технічних наук Дніпропетровського хіміко — технічного університету ім. Дзержинського Сухий Михайло Порфирович.
- Професор технічних наук Полтавського технічного університету Рождєствєнский Юрій Васильович.
- Полковник військової медицини Гуруля Олександр.
- Кандидат економічних наук Київського державного університету ім. Шевченка, працівник Апарату Верховної Ради України Пивовар Анатолій Васильович.
- Журналіст телеканалу НТН Іванов Андрій Борисович.